# Niagara Falls, New York
Niagara Falls este un oraș din Statele Unite Ale Americii, situat în Comitatul Niagara, în statul New York. Conform datelor recensământului din 2013, avea 49.468 de locuitori, o scădere constantă față de recensământul din 1960. La acea dată, orașul avea 102.394 locuitori. Se află pe malul râului Niagara. Face parte din zona urbană Buffalo și se află vis-à-vis de orașul canadian omonim.
Niagara Falls are parte de ierni reci, cu zăpadă și veri calde și umede. Precipitațiile sunt moderate și constante pe tot parcursul anului, căzând sub formă de zăpadă iarna și sub formă de furtuni vara. Orașul are ierni cu mai multă zăpadă decât majoritatea orașelor din Statele Unite, dar mai puțin decât cele din nordul statului New York. Cele mai ridicate și cele mai scăzute temperaturi înregistrate în ultimul deceniu au fost de 36°C în 2005 și -25°C în 2003.

## Personalități născute aici
- Franchot Tone (1905 - 1968), actor;
- Charles Cyphers (1939 - 2024), actor.